# 霍恩湖
54°18′14″N 9°28′29″E / 54.30389°N 9.47472°E

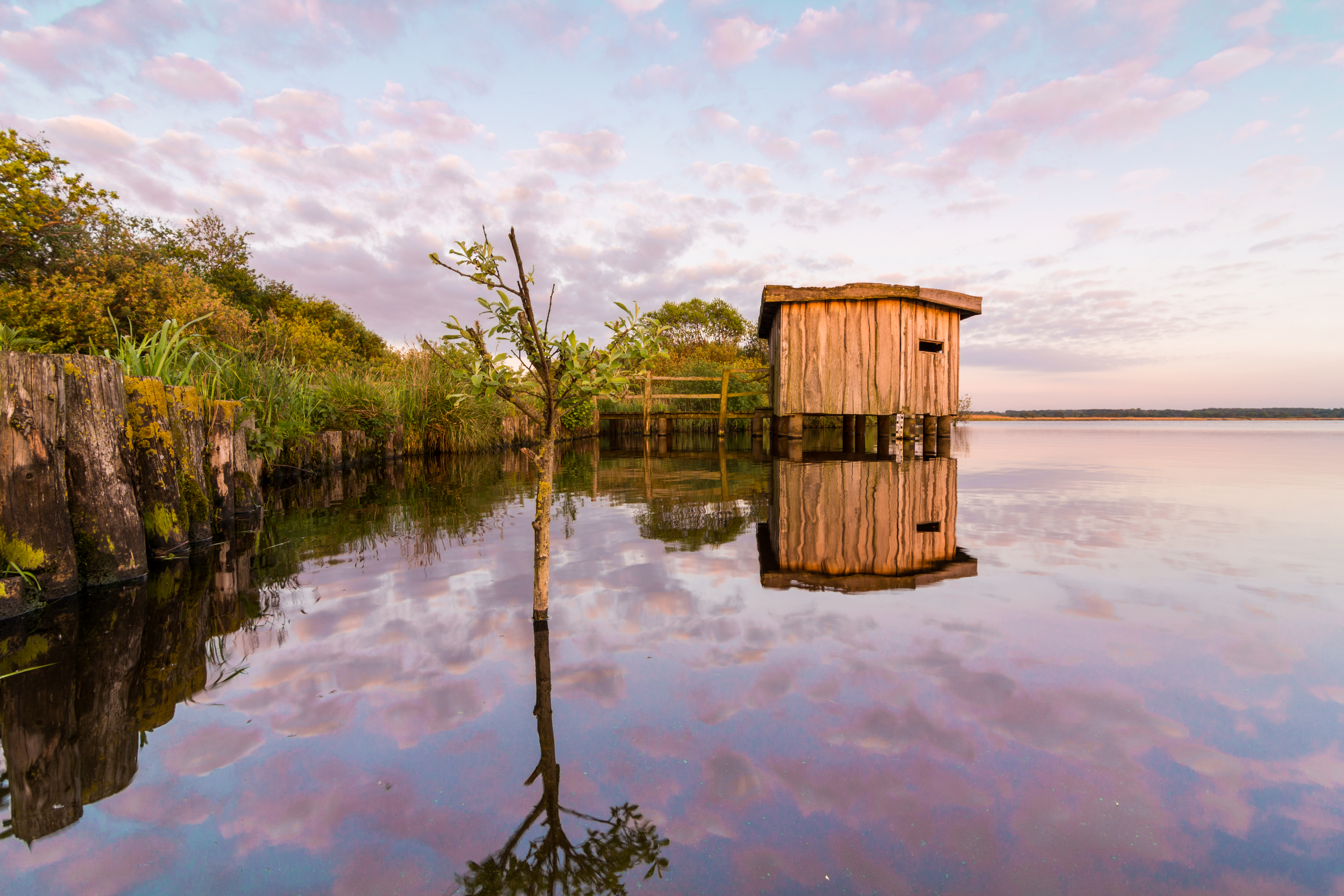

霍恩湖（德語：Hohner See），是德國的湖泊，位於該國北部石勒蘇益格-荷爾斯泰因州，由倫茨堡-埃肯弗德縣負責管轄，面積0.71平方公里，海拔高度0.5米，平均水深0.7米，最大水深1米，水體容量47萬立方米，湖岸線長度3.9公里。